# 伊皮舒納
07°03′03″S 71°41′42″W / 7.05083°S 71.69500°W

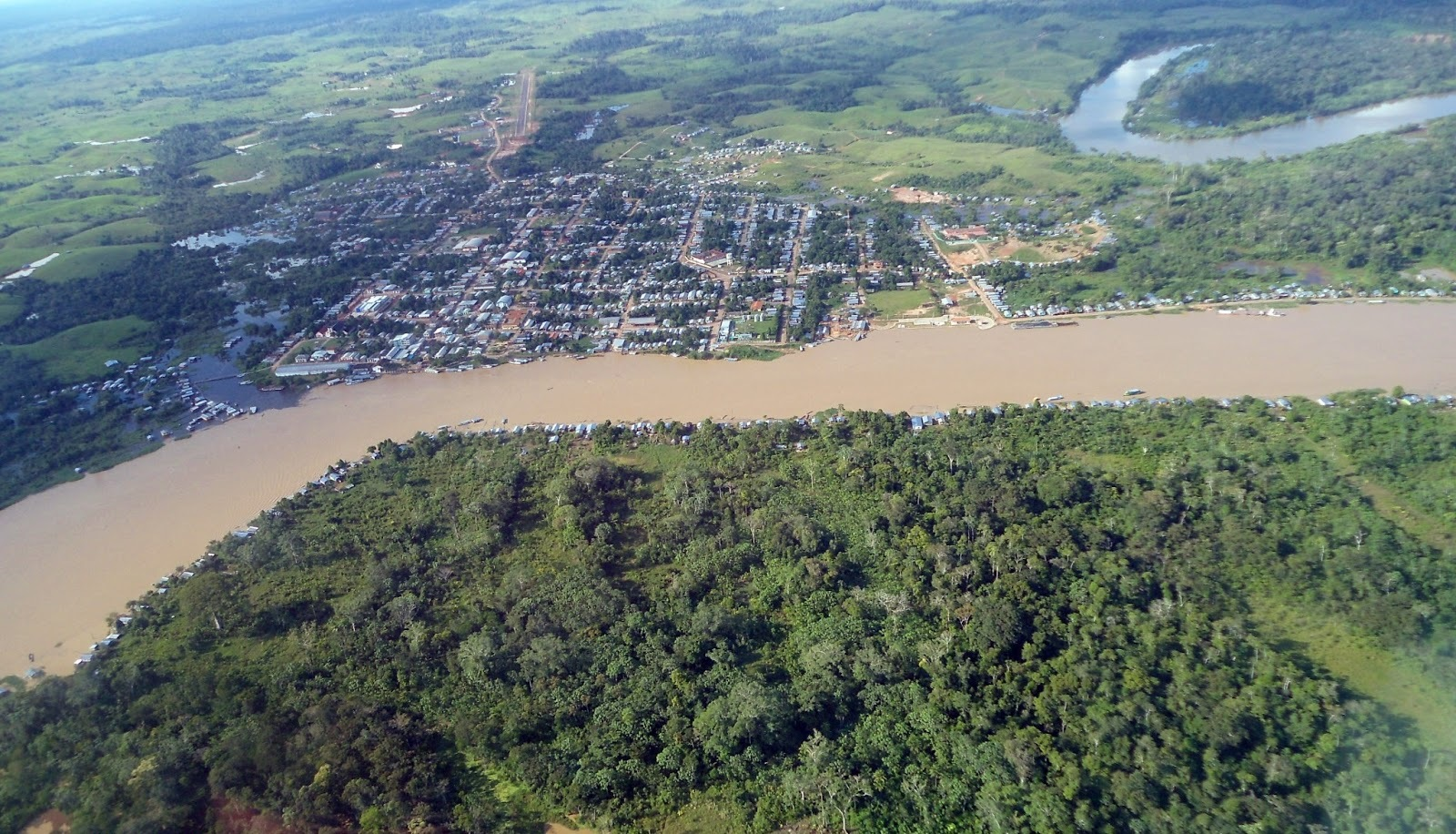
伊皮舒納

伊皮舒納（葡萄牙語：Ipixuna）是巴西的城鎮，位於該國北部，由亞馬遜州負責管轄，始建於1955年2月18日，面積13,566平方公里，2014年人口26,118，人口密度每平方公里1.93人。